# Abody Előd
Abody Előd Gyula, 1942-ig Anderlik Előd (Dés, Erdély, 1896. november 27. – Budapest, 1949. január 9.) magyar mérnök, tanár, a műegyetemi Aerodinamikai Intézet alapítója.

## Élete
Az első világháború végén Fischamend repülőkísérleti állomásán teljesített katonai szolgálatot, ahol az akkori neves repülőszakemberekkel, köztük Kármán Tódorral került szoros kapcsolatba. 1921-ben végzett a budapesti műegyetemen, majd a III. mechanikai tanszék tanársegéde lett. 1923-tól külföldi ösztöndíjjal tanulmányútra ment. 1925-ben műszaki doktori oklevelet szerzett, Rockefeller-ösztöndíjat nyert és előbb Göttingenben, majd a londoni Imperial College of Sciencen folytatott aerodinamikai tanulmányokat. 1929-ben magántanári képesítést nyert, egyúttal megbízzák a Légügyi Hivatalban a repülőgép-ellenőrzési osztály vezetésével. Ebben az időben irányította az AVIS (Anderlik–Varga–iskola-sport) vadászrepülőgép-típusok acélcsővázas szerkezeteinek építését.
1931-től megbízott előadó, 1933-tól helyettesítő tanár volt a mechanikai tanszéken. 1934-től az aerodinamikai tanszék tanára, 1936-tól megszervezte és felépítette az Aerodinamikai Intézetet. Itt üzembe állította az első egyenes áramú, szívásos rendszerű szélcsatornát a hozzátartozó mérőberendezésekkel. Az intézeti berendezések később egy függőleges rendszerű szélcsatornával is bővültek a repülőgép dugóhúzó mozgásának és forgószárnyas repülőszerkezetek vizsgálatára. Az oktatási és kísérleti munkák során, nemcsak a készülő új magyar repülőgéptervek aerodinamikai tényezőit határozták meg, hanem a német DVL (Deutsche Versuchsanstalt für Luftfahrt) megrendelésére, bérmunkában több új német repülőgépterv főelemének (pl. repülőgéptörzseknek) aerodinamikai méréseit is elvégezték a második világháború idején. 1945–46-ban részt vett a második világháború alatt elpusztult intézet újjáépítésében, majd 1947-től a mérnökkari mechanikai tanszéket is vezette.
Fia: Abody Béla író

## Tudományos munkássága
Gyakorlati téren – a Légügyi Hivatal munkatársaként – repülőgépek szilárdsági vizsgálatával, a gyártás ellenőrzésével és a gépteljesítmények megállapításával, elméleti téren pedig különösen a repülőgépek dinamikai igénybevételével, a stabilitás és igénybevétel kapcsolatával, valamint a repülőgépszárny elméletének fejlesztésével foglalkozott.

## Írásai
- M-Mechanika (Feimer Lászlóval), Budapest, 1935.
- A repülőgép és a repülés. Budapest, 1942.
- Nagysebességű repülőgépek aerodinamikája. Budapest, 1943.